# الكفارة (مسلسل)
الكفارة (بالتركية: Kefaret)‏ مسلسل تلفزيوني تركي من إخراج مسعود إيرارسان وتأليف ماهينور إرجون.

## الممثلون والشخصيات

### الشخصيات الرئيسية
- زينب جوكمان شينارلي (نورغول يشيلتشاي)
- المشرف سنان دمير (مرت فرات)
- أحمد شينارلي (يورداير أوكور)
- ملتم سيريز (أوزجي أوزاجار)
- نيل أنيل (ايجه كوكينلي)
- آرزو كندير (مينه كلتش)
- منور دمير (عائشة جول جنكيز)
- عائشة شاندر (عائشة تونابويلو)
- ألب حسن أوغلو (هاكان يوفكاجيغيل)
- قدير كنار (يوسف أتالا)
- محمد (إفه ديبرام)
- ايمره (أيبرك ألادار)
- زكي (تولغا جولتش)

## موعد العرض
| الموسم | الموسم | الحلقات | الحلقات | البث الأصلي    | البث الأصلي | البث الأصلي |
| الموسم | الموسم | الحلقات | الحلقات | البث الأول     | البث الأخير | الشبكة      |
| ------ | ------ | ------- | ------- | -------------- | ----------- | ----------- |
|        | 1      | 31      | 31      | 22 نوفمبر 2020 | سيُعلن       | فوكس        |

- عرض المسلسل في تمام الساعة 20.00 يوم الأحد من الحلقة الأولى إلى الحلقة 31، ويعرض من الحلقة 32 يوم الخميس الساعة 20.00.

## روابط خارجية
- الكفارة (مسلسل) على موقع IMDb (الإنجليزية)
- الكفارة (مسلسل) على موقع كينوبويسك (الروسية)
- الكفارة (مسلسل) على موقع قاعدة بيانات الفيلم (الإنجليزية)